# Lysiopetalum turcicum
Lysiopetalum turcicum är en mångfotingart som beskrevs av Karl Wilhelm Verhoeff 1898. Lysiopetalum turcicum ingår i släktet Lysiopetalum och familjen Callipodidae. Inga underarter finns listade i Catalogue of Life.